# Ivna Franco Marra
Ivna Franco Marra Colombo do Nascimento (ur. 25 stycznia 1990 w Coromandel) – brazylijska siatkarka, grająca na pozycji atakującej.

## Kariera
| 2005–2007                 | Sesi Esporte/Uberlândia |
| 2007–2010                 | Minas Tênis Clube       |
| 2010–2011                 | Esporte Clube Pinheiros |
| 2011–2013                 | Sollys Osasco           |
| 2013–2014                 | SESI São Paulo          |
| 2014–2016                 | Molico Osasco           |
| 2016–2017                 | ES Le Cannet-Rocheville |
| 2017–2018                 | Esporte Clube Pinheiros |
| 2018–2019                 | Balneário Camboriú      |
| 2019–2020                 | Victorina Himeji        |
| 2020 (do 05.10.2020)      | Jenisiej Krasnojarsk    |
| 2020–2021 (od 08.10.2020) | Curitiba Vôlei          |
| 2021–2022 (do 21.01.2022) | ŁKS Commercecon Łódź    |
| 2022– (od 21.01.2022)     | Sesi Vôlei Bauru        |

## Sukcesy klubowe
Klubowe Mistrzostwa Ameryki Południowej:
- 2011, 2012, 2014
- 2015
- 2022[5], 2023[6]

Klubowe Mistrzostwa Świata:
- 2012
- 2011, 2014

Liga brazylijska:
- 2012
- 2013, 2014, 2015
- 2022[7]

Puchar Brazylii:
- 2014, 2022[8]

Liga francuska:
- 2017

Superpuchar Brazylii:
- 2022[9]

## Sukcesy reprezentacyjne
Mistrzostwa Ameryki Południowej Juniorek:
- 2008

Mistrzostwa Świata Juniorek:
- 2009

Puchar Borysa Jelcyna:
- 2011

Grand Prix:
- 2015

## Nagrody indywidualne
- 2008: MVP i najlepsza przyjmująca Mistrzostw Ameryki Południowej Juniorek
- 2011: Najlepsza atakująca Klubowych Mistrzostw Ameryki Południowej
- 2014: Najlepsza atakująca Klubowych Mistrzostw Ameryki Południowej